# Betegh Péter
Csíktusnádi Betegh Péter (Egeres, 1884. május 30. - Venezuela, Caracas, 1969. február 1.) gyógynövénytermesztő, gyáros, a venezuelai magyar kulturális ház elnöke 1956. és 1957. között.

## Életrajza
Az erdélyi örmény Betegh  család leszármazottja.  A Kolozs vármegyei Egeresen született 1884. május 30-án régi erdélyi nemesi családban, legelső ismert őse az 1602-ben született Betegh Pál volt.
Tanulmányait a kolozsvári Ferenc József Tudományegyetemen végezte, itt szerzett jogtudományi doktori oklevelet 1907-ben, majd 1907–1909 között tanulmányait németországi és angliai ösztöndíjjal egészítette ki.
1909–1914 között a Schottola cég erdélyi képviselője volt. Az első világháborúban, mint tartalékos főhadnagy hadifogságba esett Oroszországban, ahonnan 1917–1918 között Szibérián, Japánon és az USA-n keresztül szökött haza. 1918–tól 1944-ig a budapesti Pantodrog Magyar Gyógynövény Részvénytársaság alapító tagja, főrészvényese és vezérigazgatója volt. A második világháború után kitelepítették Budapestről (1951–1954), visszatérése után 1955-ben kivándorolt Venezuelába, ahol 1955–1963 között az ottani magyar római katolikus közösség világi elnöke lett, majd 1963-ban a pennsylvaniai Gladwyne-ben telepedett le.
Venezuelában hunyt el, autóbalesetben 1969-ben.

## Munkássága
A magyarországi gyógynövénytermesztés egyik megalapítója, cége bonyolította le a magyar gyógynövényexport 30%-át. A második világháború végén 1944-ben elhagyta az országot. Hazatérése után 1945–1946 között részt vett a magyarországi gyógynövénygyűjtés és -értékesítés újjászervezésében.